# Lophaspis hebardi
Lophaspis hebardi är en insektsart som beskrevs av Rehn, J.A.G. 1947. Lophaspis hebardi ingår i släktet Lophaspis och familjen vårtbitare. Inga underarter finns listade i Catalogue of Life.